# Мехово (Брянская область)
Мехово — деревня в Жирятинском районе Брянской области, в составе Воробейнского сельского поселения. 
 Примыкает с севера к селу Норино. Население — 93 человека (2010).

## История
Упоминается с начала XVIII века в составе Почепской (1-й) сотни Стародубского полка (с 1761 — во владении Разумовских). С 1782 по 1918 гг. — в Мглинском повете, уезде (с 1861 — в составе Воробейнской волости); в 1918—1929 гг. — в Почепском уезде (Воробейнская, с 1924 — Балыкская волость).
С 1930-х гг. до 2005 года входила в Норинский сельсовет; в 1929—1939 и 1957—1985 гг. — в составе Почепского района.